# Gonfreville-Caillot
Gonfreville-Caillot là một xã thuộc tỉnh Seine-Maritime trong vùng Normandie miền bắc nước Pháp.

## Huy hiệu
| Arms of Gonfreville-Caillot | The arms of Gonfreville-Caillot are blazoned: Azure, a chevron between 2 quail respectant and a griffon's head erased Or. |

## Dân số
| Năm | 1962 | 1968 | 1975 | 1982 | 1990 | 1999 | 2006 |
| --- | ---- | ---- | ---- | ---- | ---- | ---- | ---- |
| Dân số | 132  | 157  | 124  | 215  | 251  | 262  | 309  |
| From the year 1962 on: No double counting—residents of multiple communes (e.g. students and military personnel) are counted only once. |      |      |      |      |      |      |      |